# Henrik Forsberg
Henrik Forsberg, född 16 februari 1967 i Borlänge, är en svensk före detta längdåkare och skidskytt. Han är sedan mitten av 1996 gift med Magdalena Forsberg.
Forsberg började sin karriär som längdåkare och gjorde sin första tävling i världscupen 1988. Han deltog som längdåkare i tre olympiska spel och hans indiduellt bästa resultat blev en nionde plats i jaktstarten vid Olympiska vinterspelen 1992. Han deltog vidare i fyra världsmästerskap och blev som bäst femma på 50 km vid VM 1995. I världscupen vann han en tävling, 30 km i Falun, vilket han gjorde 1991.
Under 1999 gjorde han sin fru Magdalena sällskap som skidskytt. Han nådde emellertid aldrig samma framgångar som hon. Han deltog vid Olympiska vinterspelen 2002 där han som bäst blev 47:a i distanstävlingen. Han startade även i två VM och slutade 24:a i distanstävlingen vid VM 2001 vilket var hans bästa resultat. 
I världscupen har han som främsta merit en andraplats i sprint i Osrblie från 2001/2002 och en tredjeplats i sprint i Lake Placid från 2000/2001.

### Fotnoter
1. ↑  Anders Engman (10 februari 2002). ”Forsberg har alltid varit på jakt” (på svenska). Sydsvenskan. https://www.sydsvenskan.se/2002-02-09/forsberg-har-alltid-varit-pa-jakt. Läst 10 juni 2019.